# Sounds of Silence
Sounds of Silence este un album al trupei Simon and Garfunkel, lansat la 17 ianuarie 1966. Titlul albumului reprezintă o mică modificare a titlului primului mare hit al formației, "The Sounds of Silence", care mai fusese lansat pe albumul Wednesday Morning, 3 A.M. dar și pe coloana sonoră a filmului Absolventul. Piesa a fost preluată de pe albumul de debut însă i s-au adăugat instrumente electrice și baterie care au fost înregistrate de formația de studio al lui Bob Dylan pe 15 iunie 1965. Ulterior a fost lansată ca single în septembrie 1965. "Homeward Bound" a fost lansată pe album doar pe ediția britanică a acestuia. A fost lansată de asemenea pe box setul Simon & Garfunkel Collected Works atât pe suport LP cât și CD. Multe dintre cântecele materialului au fost scrise de Paul Simon cât timp acesta a locuit la Londra în 1965. Multe dintre aceste cântece au apărut și pe albumul său, The Paul Simon Songbook lansat în august 1965 în Anglia. Aceste cântece sunt: "I Am a Rock", "Leaves that Are Green", "April Come She Will", "A Most Peculiar Man" și "Kathy's Song". 

## Tracklist
1. "The Sounds of Silence" (3:08)
2. "Leaves that Are Green" (2:23)
3. "Blessed" (3:16)
4. "Kathy's Song" (3:21)
5. "Somewhere They Can't Find Me" (2:37)
6. "Anji" (Davey Graham) (2:17)
7. "Richard Cory" (2:57)
8. "A Most Peculiar Man" (2:34)
9. "April Come She Will" (1:51)
10. "We've Got a Groovy Thing Thing Goin" (2:00)
11. "I Am a Rock" (2:50)

- Toate cântecele au fost scrise de Paul Simon cu excepția celor notate.

## Single-uri
- "The Sounds of Silence" (1965)
- "I Am a Rock" (1965)

## Componență
- Paul Simon - voce, chitară
- Art Garfunkel - voce

cu
- Glen Campbell - chitară
- Hal Blaine - baterie